# Pankritio Stadion

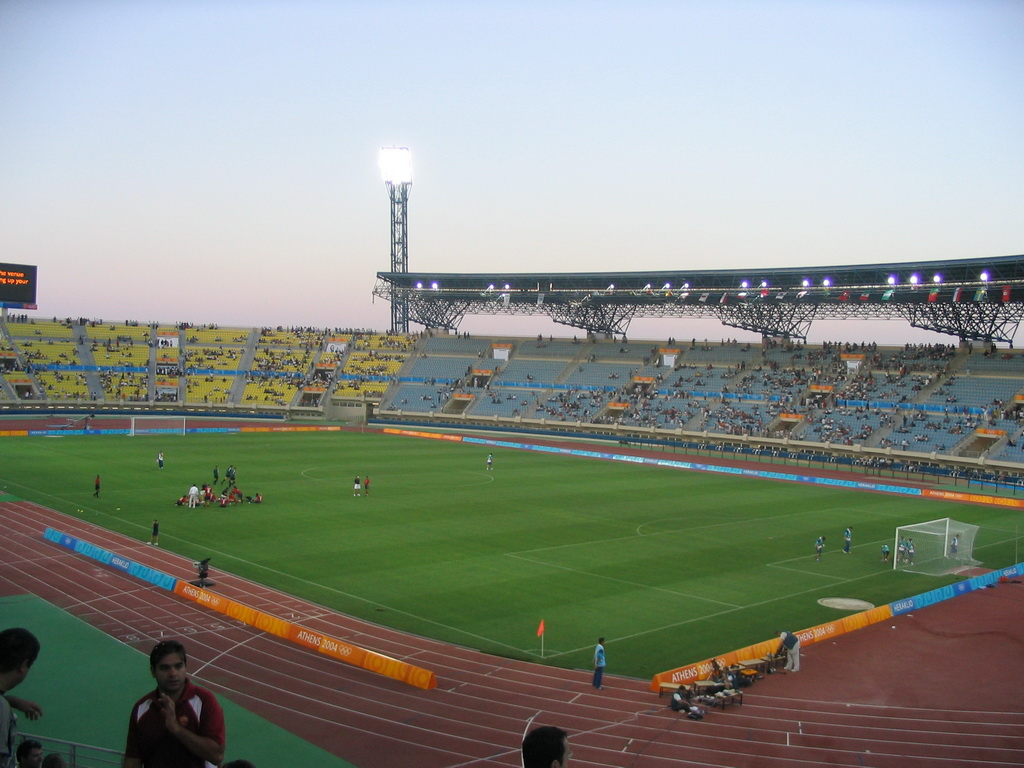
het Pankritio Stadion in 2004

Het Pankritio Stadion (Grieks: Παγκρήτιο Στάδιο, Pagkritio Stadio) (vertaald: stadion van heel Kreta) in Iraklion is het grootste stadion van het eiland Kreta. Het stadion is ook een van de accommodaties in Griekenland waar het Olympische voetbaltoernooi van de Olympische Zomerspelen 2004 werd gehouden. Het stadion heeft een capaciteit van 33000 toeschouwers. De voetbalclub Ergotelis FC, uitkomend in de Griekse 3e divisie, speelt hier sinds 2004 haar thuiswedstrijden.
In de jaren 80 is al begonnen met de bouw van het stadion. Het stadion heeft daarom ook een oud en onorigineel ontwerp. De bouw duurde erg lang en lag verscheidene malen stil. In 2001 werd bekend dat het stadion een accommodatie zou moeten worden voor het Olympische voetbaltoernooi van de Olympische Spelen in 2004. Toen werd de bouw versneld en in 2004 was het stadion eindelijk af. Dit stadion is nu het op twee na grootste van Griekenland en het is een enorme stimulering voor de sport op Kreta.